# Sant Antoni de Pineda de Mar
Sant Antoni de Pineda de Mar és una església de Pineda de Mar (Maresme) inclosa a l'Inventari del Patrimoni Arquitectònic de Catalunya.

## Descripció
Edifici de planta rectangular. A la façana, de gran senzillesa, hi ha una porta d'arc de mig punt rebaixat i una finestra oval, amb reixa, que il·lumina l'interior. L'edifici culmina amb una espadanya amb campana. La teulada, a dues vessants, dona forma ondulada a la façana. Al seu interior conserva la pila de pedra per a l'aigua beneïda i un altar tallat d'estil barroc.

## Història
Dedicada a Sant Antoni de Pàdua, durant la guerra del 36 fou molt malmesa, però avui es troba en bon estat de conservació. Conserva la seva estructura original, ja que no ha estat modificada ni ampliada.